# Clearview (Oklahoma)
Clearview és un poble dels Estats Units a l'estat d'Oklahoma. Segons el cens del 2000 tenia 56 habitants.

## Demografia
Segons el cens del 2000, Clearview tenia 56 habitants, 24 habitatges, i 13 famílies. La densitat de població era de 127,2 habitants per km².
Dels 24 habitatges en un 25% hi vivien nens de menys de 18 anys, en un 29,2% hi vivien parelles casades, en un 20,8% dones solteres, i en un 45,8% no eren unitats familiars. En el 45,8% dels habitatges hi vivien persones soles el 41,7% de les quals corresponia a persones de 65 anys o més que vivien soles. El nombre mitjà de persones vivint en cada habitatge era de 2,33 i el nombre mitjà de persones que vivien en cada família era de 3,31.
Per edats la població es repartia de la següent manera: un 26,8% tenia menys de 18 anys, un 5,4% entre 18 i 24, un 30,4% entre 25 i 44, un 16,1% de 45 a 60 i un 21,4% 65 anys o més.
L'edat mediana era de 38 anys. Per cada 100 dones de 18 o més anys hi havia 78,3 homes.
La renda mediana per habitatge era de 16.250 $ i la renda mediana per família de 22.500 $. Els homes tenien una renda mediana de 62.500 $ mentre que les dones 16.250 $. La renda per capita de la població era d'11.607 $. Entorn del 20% de les famílies i el 40,7% de la població estaven per davall del llindar de pobresa.

## Poblacions més properes
El següent diagrama mostra les poblacions més properes.